# Elatobium abietinum
Elatobium abietinum är en insektsart som först beskrevs av Walker 1849.  Elatobium abietinum ingår i släktet Elatobium och familjen långrörsbladlöss. Arten är reproducerande i Sverige. Inga underarter finns listade i Catalogue of Life.